# Brias
Brias (Niederländisch: Briast) ist eine französische Gemeinde mit 297 Einwohnern (Stand 1. Januar 2022) im Arrondissement Arras im Département Pas-de-Calais. Sie gehört zum Kanton Saint-Pol-sur-Ternoise und zum Kommunalverband Ternois.

## Lage
Die Gemeinde Brias liegt im Artois, 20 Kilometer südwestlich von Béthune. Im Osten der Gemeinde stehen zwei Windkraftanlagen als Teil eines interkommunalen Windparks. Nachbargemeinden von Brias sind Valhuon im Norden, Bours im Nordosten, La Thieuloye im Osten, Monchy-Breton und Ostreville im Südosten, Saint-Pol-sur-Ternoise im Südwesten sowie Troisvaux im Westen.

## Bevölkerungsentwicklung
| Jahr                       | 1962 | 1968 | 1975 | 1982 | 1990 | 1999 | 2006 | 2016 | 2022 |
| -------------------------- | ---- | ---- | ---- | ---- | ---- | ---- | ---- | ---- | ---- |
| Einwohner                  | 315  | 269  | 264  | 278  | 264  | 235  | 281  | 292  | 297  |
| Quellen: Cassini und INSEE |      |      |      |      |      |      |      |      |      |

## Sehenswürdigkeiten

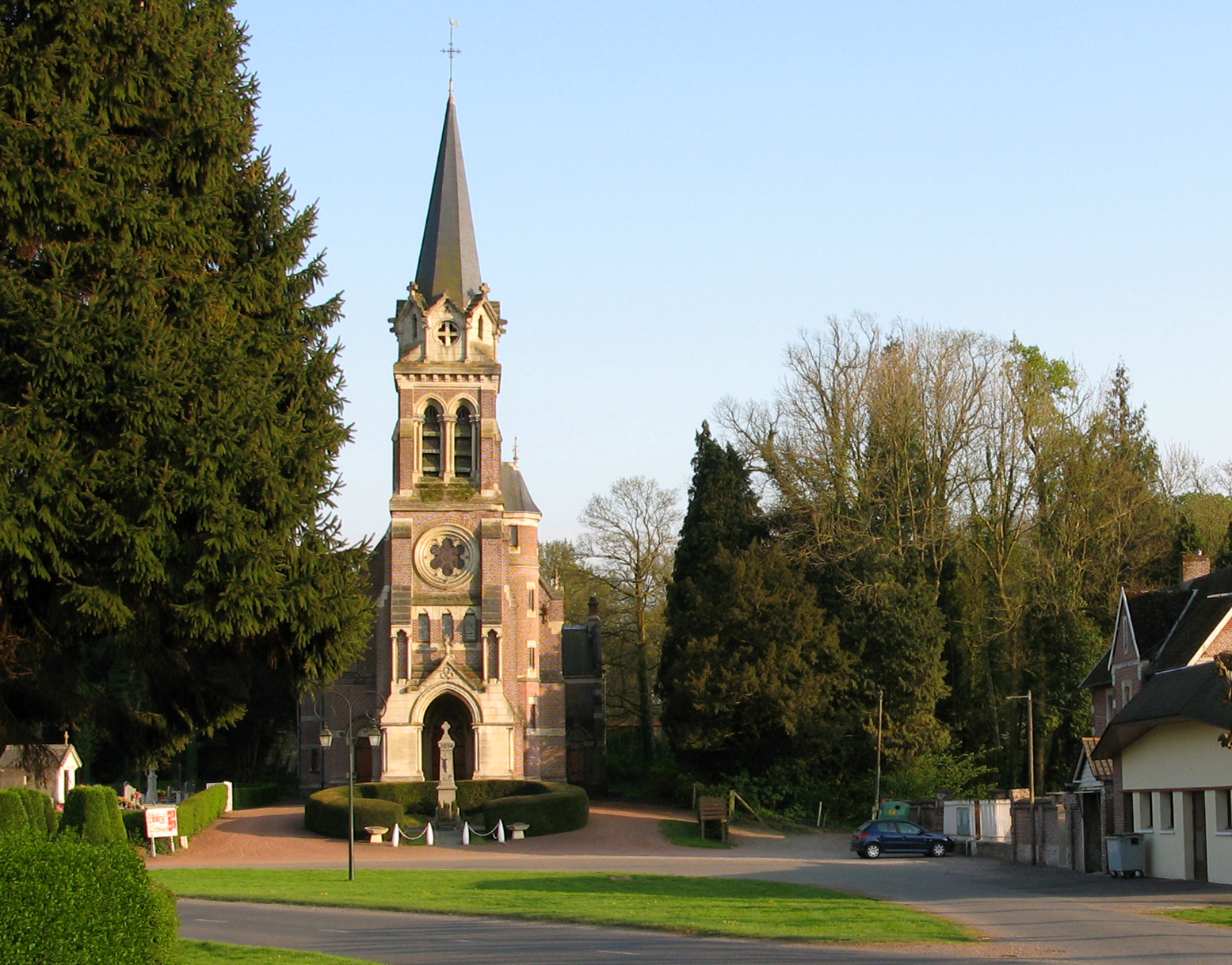
Kirche Saint-Martin
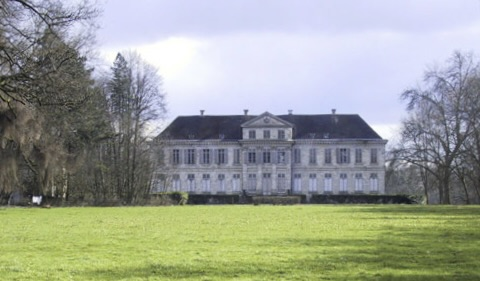
Schloss
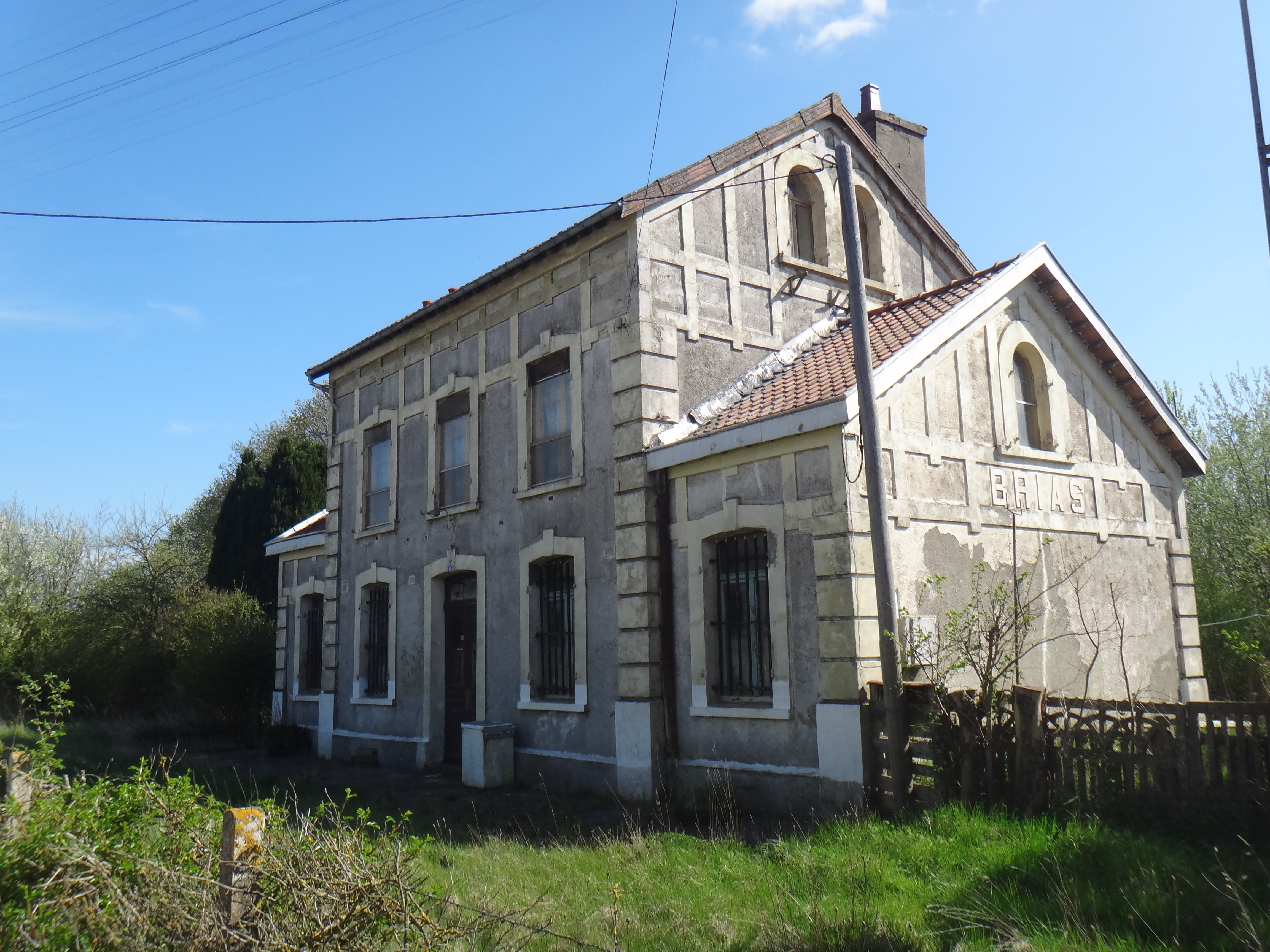
Wasserturm

- Kirche Saint-Martin
- Schloss
- Ehemaliger Bahnhof